# 瑞典銀行
瑞典銀行（瑞典語：Swedbank）是總部位於瑞典斯德哥爾摩的銀行，在瑞典、愛沙尼亞、拉脫維亞和立陶宛有940萬個零售顧客和55萬個公司顧客。瑞典銀行在瑞典設有400間分行、波羅的海國家設有257間、烏克蘭220間。此外，銀行的服務範圍還包括哥本哈根、赫爾辛基、卡里寧格勒、基輔、盧森堡、莫斯科、紐約、奧斯陸、上海、聖彼得堡和東京。

## 歷史
瑞典首間儲蓄銀行於1820年在哥德堡成立。一些瑞典的儲蓄銀行合併，組成瑞典儲蓄銀行（Sparbanken Sverige），簡稱儲蓄銀行，並於1995年上市。1997年，儲蓄與聯合銀行（Föreningsbanken）合併，新成立的銀行就名叫聯合儲蓄銀行。2006年12月8日，聯合儲蓄銀行（FöreningsSparbanken）易名為Swedbank。

## 外部連結
- 官方網站 （页面存档备份，存于）